# فاطمة عباس (رامية)
فاطمة عباس وهيب الكعبي هي رامية عراقية وُلدت في 23 أبريل 2000 بمحافظة ميسان في العراق، ومثلت العراق في دورة الألعاب الأولمبية الصيفية عام 2021 في منافسات المسدس الهوائي.

## مسيرتها الرياضية
ولدت فاطمة عباس بمحافظة الميسان في العراق في 23 أبريل 2000، وبدأت تمارس لعبة الرماية وهي في عمر الثالثة عشرة، وانضمت إلى اتحاد ميسان الرياضي الفرعي بعدما التحقت باللعب في صفوف نادي نفط ميسان، ثم انضمت للمنتخب العراقي للرماية للسيدات، وشاركت مع المنتخب العراقي في دورة ألعاب التضامن الإسلامي التي أقيمت في مدينة باكو بأذربيجان عام 2017، ثُم في بطولة العالم للرماية بالبرازيل عام 2019، كما شاركت في بطولة الشيخة فاطمة العالمية للرياضة النسائية وفازت بالميدالية الذهبية في منافسات المسدس الهوائي، ثُم فازت بميداليتين ذهبيتين في بطولة العرب للرماية، وتأهلت للمشاركة في دورة الألعاب الأولمبية الصيفية 2020.

## المشاركات والميداليات
شاركت فاطمة عباس في دورة الألعاب الأولمبية الصيفية التي أقيمت في مدينة طوكيو باليابان، ولكنها أقصيت من الدور التمهيدي، واحتلت المرتبة الحادية والخمسين من بين 53 لاعبة في منافسات المسدس الهوائي 10 متر للسيدات. كما لعبت فاطمة عباس لصالح نادي نفط ميسان العراقي، وتوجت معه بلقب بطولة اندية العراق للرماية في عام 2020. ويوضح الجدول التالي أهم المُسابقات والبطولات التي شاركت فيها فاطمة عباس، وأبرز الميداليات والألقاب التي حققتها في البطولات والمسابقات المختلفة:
| العام | المسابقة                                     | المكان                   | المنافسات                                | الترتيب/الميدالية                   |
| ----- | -------------------------------------------- | ------------------------ | ---------------------------------------- | ----------------------------------- |
| 2017  | دورة ألعاب التضامن الإسلامي                  | باكو، أذربيجان           | منافسات المسدس الهوائي - 10 متر للناشئات |                                     |
| 2017  | بطولة الشيخة فاطمة بنت مبارك العالمية لسيدات | الإمارات العربية المتحدة | منافسات المسدس الهوائي - 10 متر للناشئات | المركز الأول (الميدالية الذهبية)    |
| 2021  | البطولة العربية للرماية                      | القاهرة، مصر             | منافسات المسدس الهوائي - 10 متر للسيدات  | المركز الثالث (الميدالية البرونزية) |
| 2021  | دورة الألعاب الأولمبية الصيفية               | طوكيو، اليابان           | منافسات المسدس الهوائي - 10 متر للسيدات  | المركز الحادي والخمسين              |